# Mrhovinar
Mrhovinar je žival, ki se hrani z mrhovino. Bolj znani mrhovinarji so jastrebi, hrošči Nicrophorus , mesarske muhe, medved in drugi. Mrhovinarji jedo ostanke že razkrajoče se mrtve živali. Nekateri mrhovinarji jedo tudi živalske iztrebke.